# صقر عتيق
صقر عتيق (الاسم العلمي: Falco antiquus)، هو نوع منقرض من الصقور عاش خلال العصر الحديث الأقرب الأوسط في جنوب أوروبا. ويُعتقد أنه الجد المشترك للسنقر الحديث والصقر الحر